# Enrico Dagnino
Enrico Dagnino est un photojournaliste né en 1960 en Italie, près de Gênes, il exerce depuis 1989.
Il a couvert la plupart les grands évènements mondiaux depuis la chute du mur de Berlin, notamment l’explosion de l’Ex-Yougoslavie, le conflit israélo-palestinien, ceux qui ont suivi les attaques du 11 septembre 2001, ou encore la chute du régime Kadhafi.
Il reçoit le prix Louis Hachette pour la presse écrite 2010 en compagnie de François de Labarre pour un reportage intitulé « Immigrants, le rêve brisé » publié dans Paris Match.
Après avoir été diffusé par l’agence Cosmos, puis Black Star, il est désormais représenté par le 2e bureau.

## Ouvrage
- (en) Enrico Dagnino, Kenya Post-Election Violence, Paris, Editions Cdpedtions, coll. « Editions Cdpedtions », 31 août 2008, 54 p. (ISBN 978-2-35130-030-5 et 2-35130-030-0)